# Marina Litvinovič
Marina Alekseevna Litvinovič (in russo Марина Алексеевна Литвинович?; Mosca, 19 settembre 1974) è una politica e giornalista russa, attivista per i diritti umani, esperta di Internet, portavoce e consulente di vari candidati (spesso d'opposizione) durante le campagne elettorali per la Duma creando per loro vari siti web. Ha co-fondato il Russian Journal.

## Biografia
Nipote del progettista di motori aeronautici Georgij Litvinovič ed Elena Šumilova, solista del Teatro Accademico Statale Bol'šoj. Nel 1995-1997 ha studiato sociologia in un collegio universitario francese di Mosca. Nel maggio 1996 ha iniziato a lavorare presso la Fond ėffektivnoj politiki. È stata direttrice del Fond ėffektivnoj politiki per nuovi progetti. Proprio quell'anno Litvinovič è diventata attiva in politica. L'attività principale è diventata Internet. Nel 1997, insieme a Dmitrij Ivanov e Gleb Pavlovskij, ha creato "Russkij žurnal".

### Il primo server politico in Russia
Nel 1998 si è laureata in Filosofia e Metodologia della Scienza all'Università Statale Lomonosov di Mosca. Ha guidato lo sviluppo dei siti web ufficiali e personali del Primo Vice Primo Ministro del Governo della Federazione Russa Boris Nemcov. Dopo il completamento dei lavori, il sito è diventato il primo server politico in Russia. Nemcov in seguito è diventato un oppositore molto visibile del regime di Vladimir Putin, fino a quando non venne ucciso a Mosca nel 2015. Per due anni la stessa Litvinovič ha lavorato per Putin, aiutando la sua campagna nelle elezioni presidenziali russe del 2000: "Ho organizzato la prima conferenza presidenziale in Rete in Russia; ci siamo seduti e gli ho insegnato Internet e come usarlo". Ha partecipato anche alla campagna elettorale per l'elezione del Primo Ministro di Israele. È stato creato un server per l'associazione pubblica israeliana dei rimpatriati dai paesi dell'URSS-CSI ("Siamo per Barak!") in appoggio a Ehud Barak, che poi vinse le elezioni.
Nel 1999-2000 ha studiato presso la scuola di specializzazione dell'Università statale di Mosca per laurearsi in scienze politiche, ma non ha completato gli studi. Nel 2000, Marina Litvinovič si è classificata al secondo posto nella nomina "Persona dell'anno" al concorso in linea tenutosi sotto gli auspici di "Internet-Akademi - ROTOR 2000" (il primo posto è stato preso da Maksim Kononenko). Ha partecipato allo sviluppo del concetto dei progetti "Gazeta.ru", "SMI.ru", "Vesti.ru", "Ukraina.ru", "InoSMI.ru", e ad una serie di progetti elettorali per il elezioni della Verchovna Rada in Ucraina. Ha fondato a Kiev il "centro dei media russi".
Dal 2000 al 2002 è stata Direttore generale e redattore capo del progetto di informazione sulla rete Strana.ru. Nel dicembre 2002, si è dimessa dalla Fond ėffektivnoj politiki. Dal gennaio 2003 ha lavorato presso la sede federale del partito "Unione delle Forze di Destra" durante la campagna elettorale alla Duma di Stato. Litvinovič ha ricoperto la carica di vice capo del quartier generale elettorale. Ma già nel settembre 2003 si è dimessa dall'incarico a causa di disaccordi.

### Consulente di uomini d'affari e politici
Sebbene avesse considerato di candidarsi a una carica politica già nel 2003, Litvinovič ha continuato a lavorare come consulente politico per le campagne di altre persone. Era una consulente per Michail Chodorkovskij, il magnate più ricco della Russia fino a quando non fu incarcerato nell'ottobre 2003 dopo essere caduto in disgrazia al Cremlino. Nell'autunno e nell'inverno del 2003, Litvinovič ha lavorato come direttore di progetto presso la "Open Russia Foundation", fondata dai comproprietari di Jukos, Chodorkovskij e Leonid Nevzlin.
Nel gennaio 2004, ha diretto il quartier generale della campagna della candidata alla carica di presidente della Russia Irina Chakamada. Dopo la fine della campagna elettorale, Litvinovič è entrata a far parte del comitato organizzatore del partito "Russia libera", creato dalla stessa Chakamada. A febbraio, secondo il quotidiano Izvestija, si è classificata al settimo posto nella Top 10 dei tecnologi politici in Russia. Durante l'estate, Litvinovič è diventata uno dei coordinatori del Comitato 2008: gruppo "Libera Scelta".
Successivamente ha lavorato dal febbraio 2005 come assistente del politico dell'opposizione Garri Kasparov, agendo come portavoce del suo "Fronte civile unito". Il primo discorso politico di Litvinovič ha avuto luogo il 15 luglio in una manifestazione in difesa dei diritti degli abitanti della città di Nachodka. Nel luglio 2005, ha creato il sito web Pravda Beslan per raccogliere tutto il materiale relativo all'atto terroristico della scuola di Beslan avvenuto dall'1 al 3 settembre 2004. Ha iniziato a fare una campagna a sostegno delle vittime, ha organizzato diverse manifestazioni su questo argomento, diventa anche direttore del Fondo per l'assistenza delle vittime del terrorismo.
Nel novembre 2005, ha diretto il quartier generale della campagna dell'autore satirico e presentatore televisivo Viktor Šenderovič, che si è candidato alle elezioni suppletive alla Duma di Stato della Federazione Russa nel 201º distretto universitario di Mosca. Il 4 dicembre 2005, Šenderovič ha perso contro il candidato di "Russia Unita", il regista Stanislav Govoruchin (rispettivamente 17% e 39%).

### Marce del dissenso
La sera del 20 marzo 2006, non lontano dall'ufficio del "Fronte Civile Unito", è stata aggredita e picchiata con una mazza da baseball, cosa che ha collegato alle sue indagini sull'attacco terroristico a Beslan. Dalla primavera del 2006 indaga su casi di avvelenamento di massa di bambini ceceni e ingusci con una sostanza sconosciuta. Nel 2006-2008 è stato membro del comitato esecutivo della coalizione "Altra Russia". Litvinovič partecipa attivamente all'organizzazione e alla conduzione della "Marcia del dissenso".
Nell'aprile 2007 si è lamentata dell'interrogatorio di Kasparov da parte dell'FSB, l'agenzia di sicurezza dello stato russa: "L'FSB equipara l'insoddisfazione per l'attuale presidenza russa all'estremismo [...] Se gridi uno slogan contro Putin, sei etichettato come estremista". Sempre nel 2007 ha evidenziato il caso dell'attivista dell'opposizione Larisa Arap, costretta a ricoverarsi in una clinica psichiatrica.  Nel novembre 2007 ha denunciato il pestaggio di Kasparov da parte della polizia mentre cercava di guidare una manifestazione di protesta. Nel dicembre 2007 ha annunciato che Kasparov non si sarebbe candidato alla presidenza, poiché i suoi sostenitori non erano stati in grado di affittare una sala per la riunione di candidatura.
Nel 2007, Marina Litvinovič ha rappresentato la Russia nella giuria del concorso "Best of the Blogs-2006", organizzato dalla "Deutsche Welle". Litvinovič è stata inclusa nella lista dei 20 migliori tecnologi politici in Russia secondo Obšaja Gazeta.ru, classificandosi poi al 15º posto.
Nel dicembre 2008, è stata nominata alla carica di direttore esecutivo del "Fronte civile unito" (UCF), in sostituzione di Denis Bilunov. Ha così partecipato alla creazione e allo svolgimento delle prime azioni in difesa della libertà di riunione "Strategia-31" in piazza Triumfal'naja a Mosca. Il 23 ottobre 2009, Litvinovič è stata rimossa dall'incarico: ha votato a favore la maggioranza dei membri dell'Ufficio di presidenza del Consiglio federale, due persone sono state contrarie, un'altra persona si è astenuta. Il motivo del dimissionamento è stato l'articolo "La maggior parte dei cambiamenti", pubblicato il 20 ottobre 2009, in cui Litvinovič ha invitato l'opposizione "a non rimanere bloccata nella retorica conflittuale e nel marginalismo". Il leader dell'UHF, Garri Kasparov, ha definito questo articolo "un tentativo di costringere l'opposizione a cooperare con Medvedev".

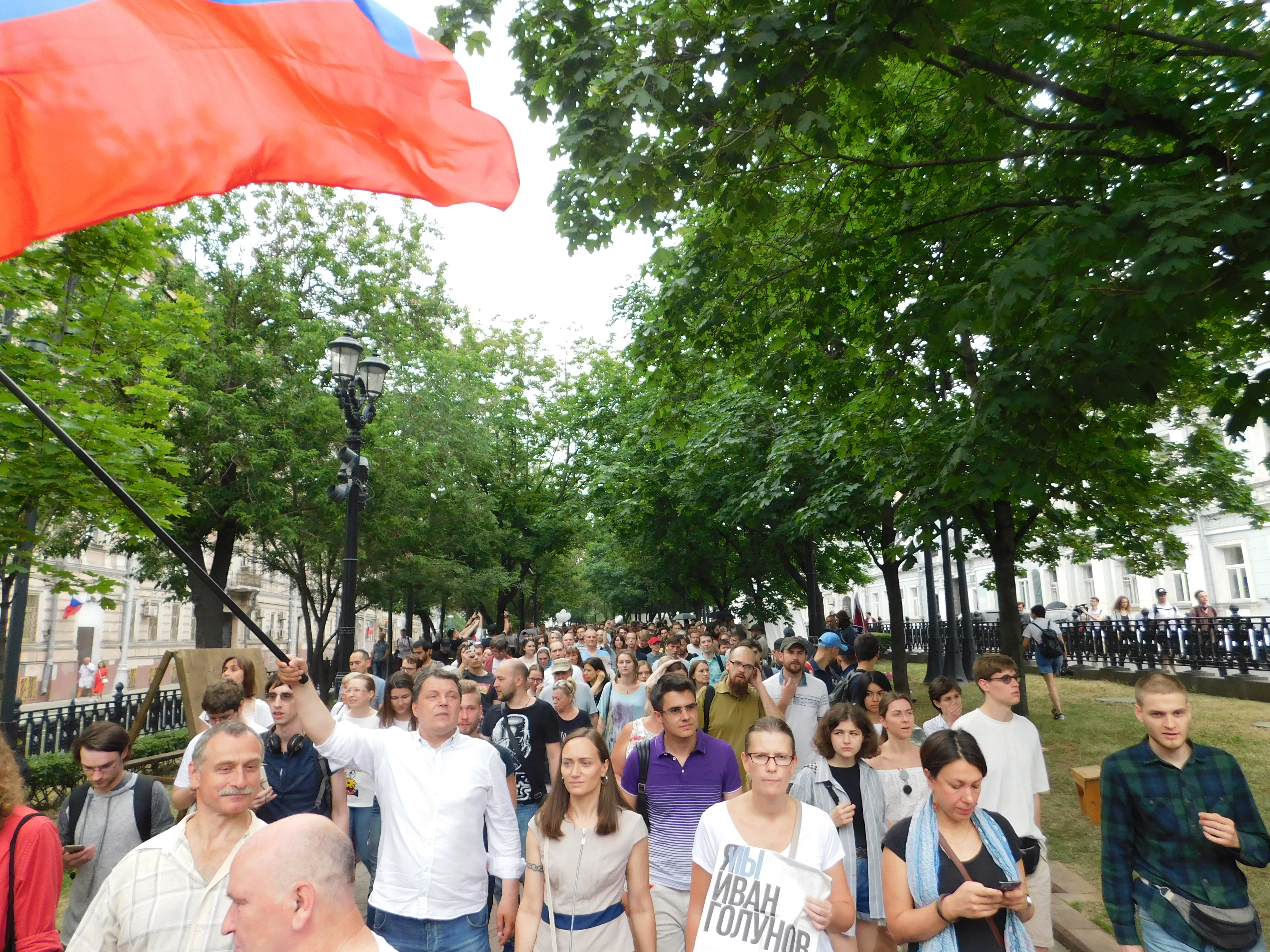
Manifestazione a favore di Ivan Golunov nel 2019

Nel 2010, Litvinovič ha partecipato allo sviluppo e all'attuazione del concetto della campagna pubblica del "Movimento Sacharov" per creare un museo moderno nell'appartamento dell'accademico Andrej Dmitrievič Sacharov. Nel 2014 ha collaborato come stratega politica con la "Piattaforma civica", e successivamente ha lavorato per il "Partito della crescita" nelle elezioni comunali e parlamentari. Nell'ottobre 2017, durante le elezioni presidenziali in Russia, è entrata a far parte nel quartier generale della campagna elettorale della candidata presidenziale Ksenjia Sobčak. Nel giugno 2019 è stata l'organizzatrice di una manifestazione a sostegno del giornalista Ivan Golunov, arrestato con l'accusa di tentato traffico di droga su larga scala.
Dal 2019 al 2021 Litvinovič ha fatto parte della Commissione di monitoraggio pubblico di Mosca (ONK), un "cane da guardia" che monitora le condizioni dei detenuti nelle carceri russe. Tra coloro che Marina ha visitato c'erano l'ex governatore del territorio di Chabarovsk Sergey Furgal, l'uomo d'affari Boris Špigel', il giornalista Ivan Safronov, il blogger Andrej Pyž. Nell'estate del 2020, Marina, così come i deputati municipali Julija Galjamina, Il'ja Azar e il politico Dmitrij Gudkov, hanno organizzato il "No!" per aver votato contro gli emendamenti alla Costituzione della Federazione Russa. Il loro appello alla CEC afferma: “L'unico vero scopo del 'voto', che durerà un'intera settimana dal 25 giugno al 1 luglio, è quello di dare legittimità all'azzeramento illegale dei mandati presidenziali di Putin. In questa situazione, chiunque abbia a cuore il futuro della Russia non dovrebbe farsi da parte”.
La raccolta delle firme è avvenuta il 15 luglio 2020 in piazza Puškinskaja. Le autorità di Mosca non erano d'accordo sull'evento, ma la gente si è comunque riunita. La polizia ha arrestato 147 persone, tra cui Marina Litvinovič. Successivamente, il tribunale di Mosca ha multato l'attivista di 150.000 rubli.

### Candidata alla Duma
Nel marzo 2021 Litvinovič è stata esclusa dall'ONK, sulla base del fatto che aveva rivelato informazioni relative a un'indagine su Ljubov' Sobol', un avvocato della Fondazione anticorruzione del politico dell'opposizione Aleksej Naval'nyj. Litvinovič ha contestato l'accusa, sostenendo che l'esclusione era dovuta al suo attivismo a favore delle persone detenute nel centro di detenzione di Lefortovo. Sempre nel 2021 Litvinovič si è candidata alle elezioni parlamentari russe per la Duma con il partito Jabloko: "Credo che dobbiamo lottare fino alla fine [...] E se non lo faccio io, chi lo farà? Non è rimasto quasi nessuno". Si è classificata al 4º posto, ottenendo il 7,6% dei voti. Galina Chovanskaja è stata dichiarata vincitrice con il 28,7% dei voti, il secondo posto è stato preso da Anastasija Brjuchanova con il 23,3% .
Il 24 febbraio 2022, quando la Russia ha invaso l'Ucraina, Litvinovič ha chiesto proteste nelle città russe contro la guerra. È stata arrestata dalla polizia russa mentre usciva di casa.